# Australian Open 2026
|  | Denne artikel indeholder information om en fremtidig sportsbegivenhed Der kan forekomme spekulativ information, og indholdet kan ændres dramatisk når arrangementet nærmer sig og mere information bliver tilgængelig. |

Australian Open 2026 er en tennisturnering, der bliver spillet udendørs på hardcourt-baner. Det er den 114. udgave af Australian Open og den første Grand Slam-turnering i 2026. Kampene i hovedturneringen bliver afviklet i Melbourne Park i Melbourne, Victoria, Australien i perioden . - . januar 2026, mens kvalifikationen afvikles samme sted ugen inden hovedturneringen.

## Præmier
Den samlede præmiesum for Australian Open 2026 andrager A$ ??.???.???, hvilket er en stigning på ??,? % i forhold til året før, og præmierne i mesterskabsrækkerne fordelte sig som vist nedenfor.
| Pengepræmier ekskl. per diem | Pengepræmier ekskl. per diem | Pengepræmier ekskl. per diem | Pengepræmier ekskl. per diem |
| Resultat                     | Single                       | Double                       | Mixed double                 |
| Resultat                     | Pr. spiller                  | Pr. par                      | Pr. par                      |
| ---------------------------- | ---------------------------- | ---------------------------- | ---------------------------- |
| Vindere                      | A$                           | A$                           | A$                           |
| Finalister                   | A$                           | A$                           | A$                           |
| Semifinalister               | A$                           | A$                           | A$                           |
| Kvartfinalister              | A$                           | A$                           | A$                           |
| Tabere i 4. runde            | A$                           | -                            | -                            |
| Tabere i 3. runde            | A$                           | A$                           | -                            |
| Tabere i 2. runde            | A$                           | A$                           | A$                           |
| Tabere i 1. runde            | A$                           | A$                           | A$                           |
| Tabere i 3. kval.runde       | A$                           | -                            | -                            |
| Tabere i 2. kval.runde       | A$                           | -                            | -                            |
| Tabere i 1. kval.runde       | A$                           | -                            | -                            |

Der var endvidere afsat A$ ?.???.??? til pengepræmier i rækkerne for kørestolstennis og opvisningsturneringerne med deltagelse af tidligere stjerner og til per diem-udbetalinger.

## Resultater
Resultaterne fra ottendedelsfinalerne og frem i singlerækkerne og fra kvartfinalerne og frem i doublerækkerne vises nedenfor. For komplette resultater henvises til de uddybende artikler.

### Juniorer
Finalerne i juniorrækkerne fik følgende resultater.
| Række        | Vinder      | Finalist    | Resultat |
| ------------ | ----------- | ----------- | -------- |
| Drengesingle | [[]]        | [[]]        |          |
| Pigesingle   | [[]]        | [[]]        |          |
| Drengedouble | [[]] · [[]] | [[]] · [[]] |          |
| Pigedouble   | [[]] · [[]] | [[]] · [[]] |          |

### Kørestolstennis
Finalerne i rækkerne for kørestolstennis fik følgende resultater.
| Række              | Vinder      | Finalist    | Resultat |
| ------------------ | ----------- | ----------- | -------- |
| Herresingle        | [[]]        | [[]]        |          |
| Damesingle         | [[]]        | [[]]        |          |
| Herredouble        | [[]] · [[]] | [[]] · [[]] |          |
| Damedouble         | [[]] · [[]] | [[]] · [[]] |          |
| "Quad" herresingle | [[]]        | [[]]        |          |
| "Quad" herredouble | [[]] · [[]] | [[]] · [[]] |          |

### Legender
Finalerne i opvisningsturneringerne for legender fik følgende resultater.
| Række       | Vinder      | Finalist    | Resultat |
| ----------- | ----------- | ----------- | -------- |
| Herredouble | [[]] · [[]] | [[]] · [[]] |          |
| Damedouble  | [[]] · [[]] | [[]] · [[]] |          |